# Ново-Бугская волость
Ново-Бугская волость — административно-территориальная единица Херсонского уезда Херсонской губернии.
По состоянию на 1886 состояла из 11 поселений, 11 сельских общин. Население 6934 человека (3474 мужского пола и 3460 женского), 1295 дворовых хозяйств.
|                        | Площадь, десятин | В том числе пахотной, дес. |
| ---------------------- | ---------------- | -------------------------- |
| Сельских общин         | 24 552           | 15 766                     |
| Частной собственности  | 18 039           | 4800                       |
| Казённой собственности | 4090             | 1200                       |
| Другой собственности   | 920              | 350                        |
| Всего                  | 48 601           | 22 266                     |

Самые большие поселения волости:
- Новый Буг (Семёновка) — местечко при прудах в 140 верстах от уездного города, 5426 человек, 1125 дворов, становая квартира 4-го стана, православная церковь, синагога, учительская семинария, больница, земская станция, 3 постоялых двора, 5 ярмарок: 30 января, 17 марта 8 сентября, 1 ноября, рынок по воскресеньям. За 5 вёрст — лесная контора, постоялый двор, железнодорожная станция, буфет. За 11 вёрст — школа.
- Клейнендорф — колония немцев при балке Сагайдак, 53 человека, 7 дворов, молитвенный дом.